# Люк де Фужроль
Люк де Фужроль (англ. Luc de Fougerolles; нар. 12 жовтня 2005, Лондон) — канадський футболіст, захисник англійського клубу «Фулгем» та національної збірної Канади.

## Клубна кар'єра
Народився 26 листопада 1999 року в Лондоні. Вихованець дитячої команди «Баттерсі» в якому грав з п'яти років. У віці 8 років перейшов до Академії футбольного клубу «Фулгем», де відіграв за команди всіх вікових груп. 6 квітня 2023 року він підписав професійний контракт з «Фулгемом». 20 червня 2023 року «Фулгем» назвав його «Новачком року». Влітку 2023 року де Фужроль був викликаний до основної команди «Фулгема» на передсезонний тренувальний збір. 1 листопада 2023 року Люк дебютував у складі «Фулгема» в Кубку Футбольної ліги в переможній грі 3–1 проти команди «Іпсвіч Таун».

## Виступи за збірну
Люк народився в Англії в сім'ї канадця та іранки.
У жовтні 2023 року де Фужроль отримав виклик до національної збірної Канади напередодні товариських матчів проти збірної Японії.
23 березня 2024 року Люк дебютував у складі національної збірної Канади, вийшовши на заміну проти збірної Тринідаду і Тобаго в матчі плей-оф на Кубок Америки 2024 року.
У складі збірної був учасником розіграшу Кубка Америки 2024 року у США.